# Thermophis shangrila
Thermophis shangrila — вид змій родини полозових (Colubridae). Ендемік Китаю.

## Поширення і екологія
Thermophis shangrila відомі з типової місцевості, розташованої в повіті Шангрі-Ла на північному заході Юньнаню, на висоті 500 м над рівнем моря. Вони живуть на луках і узлліссях.